# La Mojarra, Jalisco
La Mojarra är en ort i Mexiko.   Den ligger i kommunen Cuquío och delstaten Jalisco, i den centrala delen av landet, 400 km väster om huvudstaden Mexico City. La Mojarra ligger 1 748 meter över havet och antalet invånare är 129.
Terrängen runt La Mojarra är kuperad söderut, men norrut är den platt. Terrängen runt La Mojarra sluttar söderut. Runt La Mojarra är det ganska tätbefolkat, med 54 invånare per kvadratkilometer. Närmaste större samhälle är Acatic, 15,7 km sydost om La Mojarra. Omgivningarna runt La Mojarra är en mosaik av jordbruksmark och naturlig växtlighet.